# تشارلز بوت
تشارلز بوت (بالإنجليزية: Charles Butt)‏ هو رائد أعمال أمريكي، ولد في 3 فبراير 1938 في سان أنطونيو في الولايات المتحدة.